# 赤い糸シリーズ
赤い糸シリーズ（あかいいとシリーズ）は、吉尾アキラによる日本のボーイズラブ漫画。
このページでは、『赤い糸の執行猶予』とそのスピンオフ作品『叶わぬ恋の結び方』、『繋いだ恋の叶え方』、『結んだ恋の伝え方』について説明する。

## あらすじ

### 赤い糸の執行猶予
子どもの時から赤い糸が見える大学生の荒子繋司は、片想い中で同じサークルのゆいと赤い糸が繋がらないかと考えていた。ある日、ついに赤い糸が自分にも繋がった。喜び勇んでその先へ行くと、なんとその相手は男だった。驚き慌てて逃げてしまうが、その男は追ってきて、落としてしまった繋司の携帯を返してきた。その場に来たゆいにより、赤い糸が繋がっていた男、小幡裕樹は同じサークルに入ることになった。それからというもの、赤い糸のせいなのかどんどんと距離が近くなっていってしまう。

### 叶わぬ恋の結び方
かつて繋司の相談も受けた神沢薫は、縁切りを生業としている。ある日、ストーカー被害に遭っている会社員の原和紀の依頼を受け、そのストーカーとの縁を切った。後日、原から「好きになってしまった」と告げられた薫は、諦めてもらうためセフレなら良いと返すと、「いいよ」と言われてしまう。そうしてセフレ関係が始まるが、薫は次第に原に惹かれていく。

### 繋いだ恋の叶え方
原と付き合うことになった薫だが、原の赤い糸の存在がどうしても気になっていた。自分には赤い糸が存在せず、原の赤い糸が他の誰かとつながったときは身を引こうと思っていた。そして、ついに原の赤い糸が繋がってしまった。薫は身を引こうとするが、原は諦めなかった。

## 登場人物
声の項は、ドラマCDで演じた声優。

### 主要人物
荒子 繋司（あらこ けいじ）
声：中島ヨシキ、三上由理恵（幼少期）
赤い糸が見える青年。母子家庭。
原の務める会社に内定をもらい、研修を受けている。
小幡 裕樹（おばた ひろき）
声：斉藤壮馬
学内でイケメンだと噂が立つほどの容貌を持つ。ヒロと呼ばれている。
神沢 薫（かみさわ かおる）
声：江口拓也
赤い糸が見える青年。糸に触ることもでき、赤い糸すなわち縁を切ることを仕事にしている。
原 和紀（はら かずのり）
声：新垣樽助
会社員。会社の上司の娘からストーカー行為を受け、薫に縁切りを依頼する。

### 主要人物の家族たち
神沢 颯（かみさわ かける）
声：江口拓也（二役）
薫の兄。赤い糸は見えず、運命の赤い糸は妻と繋がっている。日向、奏多の双子の息子がいる。
神沢 百合（かみさわ ゆり）
颯の妻。
神沢 日向（かみさわ ひなた）
声：小橋里美
颯と百合の双子の息子。明るい性格。
神沢 奏多（かみさわ かなた）
声：齋藤小浪
颯と百合の双子の息子。控えめな性格。
原 貴和子（はら きわこ）
和紀の母。
原 孝紀（はら たかあき）
和紀の父。

### その他
川名（かわな）
原の会社に新しく来て課長を務める、仕事能力の高い女性。

## 書誌情報
- 吉尾アキラ『赤い糸の執行猶予』コアマガジン〈drapコミックスDX〉、2017年1月25日発売、ISBN 978-4-86436-993-0
- 吉尾アキラ『叶わぬ恋の結び方』コアマガジン〈drapコミックスDX〉、2018年9月3日発売[1]、ISBN 978-4-86653-209-7
- 吉尾アキラ『繋いだ恋の叶え方』コアマガジン〈drapコミックスDX〉、2020年3月3日発売[2]、ISBN 978-4-86653-393-3
- 吉尾アキラ『結んだ恋の伝え方』コアマガジン〈drapコミックスDX〉、既刊1巻（2021年8月25日現在）
  1. 2021年8月25日発売[3]、ISBN 978-4-86653-521-0

## ドラマCD
2018年に『赤い糸の執行猶予』が、2019年に『叶わぬ恋の結び方』がブリリアントプリンからドラマCD化された。

### スタッフ
- 脚本：篠月千歳
- 製作・演出：菊池晃一
- 録音調整：中野陽子【赤】、今井修治【叶】
- 効果：高梨絵美
- 音楽：椎木よしずみ
- スタジオ：Studio tronc
- 制作担当：佐藤栄起
- 音響制作：ノワ
- プロデューサー：柿田雅子

### キャスト（主要キャスト以外）

#### 赤い糸の執行猶予
- 駒田航 - 秀
- 茜屋日海夏 - ゆい
- 稗田寧々 - さやか
- 山上佳之介 - 陸、男子大学生
- 比留間俊哉 - 繋司の父、裕樹の友人

#### 叶わぬ恋の結び方
- 井上雄貴 - 今池（原の部下）
- 眞對友樹也 - 颯の上司、タクシー運転手

### 品番
| タイトル         | 発売日         | 規格品番                                | JANコード         |
| ---------------- | -------------- | --------------------------------------- | ----------------- |
| 赤い糸の執行猶予 | 2018年7月27日  | RQCD-4010（本編）                       | JAN 4539690033143 |
| 赤い糸の執行猶予 | 2018年7月27日  | RQCD-4011（特典ミニドラマCD）           | JAN 4539690033341 |
| 叶わぬ恋の結び方 | 2019年11月29日 | RQCD-4015（本編１） RQCD-4016（本編２） | JAN 4539690033846 |